# Knud Foldschack
 Der er flere personer med dette navn, se Knud Foldschack (flertydig).
 Der er for få eller ingen kildehenvisninger i denne artikel, hvilket er et problem. Du kan hjælpe ved at angive troværdige kilder til de påstande, som fremføres i artiklen.

Knud Foldschack (født 4. juni 1952 i København) er en dansk advokat.
Søn af skibsreder Knud Foldschack og restauratrice Inez Johansen. Knud Foldschack er gift med advokat Lulla Forchhammer.[kilde mangler]
Han har en bror der også hedder Knud Foldschack.
At både far og de to brødre hedder det samme har ført til mange misforståelser.
I sine unge år arbejdede han i faderens rederi Viking Baadene inden han tog HF i 1973 og siden læste til cand.jur. på Københavns Universitet 1981.
Ansat som juridisk medarbejder i Københavns Kommune, Miljø- og Levnedsmiddelkontrollen 1977-80. Advokatfuldmægtig, dels hos advokat Per Walsøe, dels i eget firma 1981-84. Selvstændig advokat i Advokatfirmaet Paabøl & Foldschack, Kbh. 1982-2002.
Knud Foldschack driver sammen med Lulla Forchhammer, Christian Dahlager og Line Barfod advokatfirmaet Foldschack & Forchhammer, (stiftet 2003).
Formand for bestyrelsen i Solhvervfonden, Ainyahitafonden, Øllingegaard Mejeri, Kirk/Søvind Mejeri A/S, Fonden Ecofarma (Gdansk), Billetsamfonden, Grennessmindefondene. Medlem af bestyrelsen i Promilleafgiftsfonden fra 2004. Bestyrelsesformand for Akademiet For Utæmmet Kreativitet (AFUK). Direktør og medejer af Ecohouse Bulgarien Ltd.
Knud Foldschack er advokat for Fonden Jagtvej 69, stiftet for at kunne købe ejendommen Jagtvej 69 for derefter at forære den til de unge i Ungdomshuset, samt for christianitterne på Christiania. Blev et offentligt ansigt i vinteren 2006-2007, da han var talsmand for fonden der forsøgte at købe Ungdomshuset i København tilbage fra frikirken Faderhuset, og som senere forsøgte at købe et nyt hus af Københavns Kommune, der kunne fungere som ungdomshus.
I 2014 modtog Knud Foldschack Hal Koch-prisen.